# Sextillizos
Sextillizos (en inglés: Sextuplets) es una película estadounidense de comedia de 2019 dirigida por Michael Tiddes a partir de un guion de Mike Glock, Rick Alvarez y Marlon Wayans. Es protagonizada por Marlon Wayans, y sigue a un hombre que se dispone a buscar a sus hermanos perdidos hace mucho tiempo después de descubrir que es uno de los sextillizos que tuvo su madre. La película fue estrenada digitalmente en Netflix el 16 de agosto de 2019.

## Sinopsis
Un futuro padre busca a su madre biológica y descubre que tiene otros cinco hermanos nacidos del mismo embarazo. Él trata de rastrear estos diferentes personajes antes de que nazca su bebé. Primero se encuentra con su hermano Russell y la pareja realiza un viaje por carretera para encontrar a sus otros hermanos. Dawn es una estríper que cumple condena en una prisión de mujeres, Ethan es un estafador que se viste y habla como un proxeneta de los 70, mientras que Jasper está marcado por su cabello rojo y su complexión más clara. "Baby Pete" sufre de poliomielitis .

## Reparto
- Marlon Wayans como Alan Daniels, Dawn, Russell, Ethan, Baby Pete, Jasper y Lynette Spellman. 
  - Spiral Jackson como Russell (doble de cuerpo).
- Bresha Webb como Marie Daniels.
- Glynn Turman como Leland.
- Molly Shannon como Linda.
- Michael Ian Black como Doug.
- Debbi Morgan como Janet.
- Robert Pralgo como Dr. Theodore Williams
- Grace Junot como Dra. Greenberg
- Jason Graham como Dr. Ellis
- Jwaundace Candece como Guardia Femenina #2.

## Producción
En agosto de 2018, se anunció que Marlon Wayans protagonizaría Sextuplets. En octubre de 2018, Molly Shannon, Glynn Turman, Michael Ian Black y Debbi Morgan se unieron al elenco.

## Recepción
En el sitio web del agregador de reseñas Rotten Tomatoes, la película tiene una calificación de aprobación del 20% basada en 10 reseñas, y una calificación promedio de 2.61/10. En Metacritic, tiene un puntaje promedio ponderado de 20 de 100, basado en 4 críticos, que indica "revisiones generalmente desfavorables".